# Yeşilyurt
Yeşilyurt là một huyện thuộc tỉnh Malatya, Thổ Nhĩ Kỳ. Huyện có diện tích 504 km² và dân số thời điểm năm 2007 là 33206 người, mật độ 66 người/km².